# ТЕС Бенгазі-Північ
32°12′7.1″ пн. ш. 20°7′54.9″ сх. д. / 32.201972° пн. ш. 20.131917° сх. д.
ТЕС Бенгазі-Північ — теплова електростанція в Лівії, розташована на узбережжі Середземного моря за кілька кілометрів на північ від міста Бенгазі. Станом на середину 2010-х найпотужніша ТЕС у східній частині країни (Киренаїці).
В 1979 році на площадці станції ввели в експлуатацію чотири парові турбіни AG-Kais G100K потужністю по 40 МВт.
В період з 1995 по 2006 роки спорудили другу чергу із двох енергоблоків, що працюють за технологією комбінованого парогазового циклу. При цьому спочатку в 1995-му запустили на роботу у відкритому циклі три газові турбіни виробництва ABB Asea Brown Boveri типу GT13E1 потужністю по 130 МВт, і лише в середині 2000-х доповнили їх ще однією газовою турбіною Alstom типу GT13E2 дещо більшої потужності 165 МВт та двома паровими турбінами Daewoo потужністю по 150 МВт (кожну з останніх через котли-утилізатори живлять дві газові турбіни). В результаті утворились два блоки дещо різної потужності — 410 та 445 МВт.
Первісно станція працювала на нафтопродуктах, проте у 2000-х роках сюди дотягнули газопровід Марса-Брега – Бенгазі, що дозволило перейти на блакитне паливо.
А в 2014 році завершили третю чергу, яка складається з парогазового блоку з трьома турбінами по 250 МВт кожна: двома газовими виробництва компанії Siemens типу V94.3A та однією паровою Fuji. Видача продукції останньої черги відбувається через підстанцію, що працює під напругою 400 кВ.